# Jean-Guy Paquet
Pour les articles homonymes, voir Paquet.
 (juin 2019).
Si vous disposez d'ouvrages ou d'articles de référence ou si vous connaissez des sites web de qualité traitant du thème abordé ici, merci de compléter l'article en donnant les références utiles à sa vérifiabilité et en les liant à la section « Notes et références ».
Jean-Guy Paquet, né le 5 janvier 1938 à Montmagny, est un scientifique et homme d'affaires québécois. Il a notamment été recteur de l'Université Laval, président de La Laurentienne Vie inc. et PDG de l'Institut national d'optique.
Il a été l'un des premiers recteurs laïcs de l'Université Laval, le deuxième à remplir ces fonctions après la démission de Mgr Louis-Albert Vachon, le premier étant Larkin Kerwin.

## Biographie

### Jeunesse et formation
Il fréquente le Collège des frères du Sacré-Cœur de Montmagny. Il obtient un baccalauréat en génie physique en 1959 à l’Université Laval puis une maîtrise en aéronautique à l’École nationale supérieure de l’aéronautique de Paris (1960). En 1963, il soutient une thèse de doctorat en génie électrique à l’Université Laval.

### Carrière universitaire
Recruté en 1962 comme professeur-chercheur au département de génie électrique de la Faculté de sciences et de génie de l'Université Laval, Jean-Guy Paquet met sur pied le groupe de recherche en robotique et dirige plus de 20 thèses de maîtrise et de doctorat. Il publie, en collaboration, plus de 50 articles scientifiques dans des revues avec comité de lecture, en plus de présenter ses résultats de recherche dans plusieurs pays à titre de conférencier-invité.
Parallèlement à ses travaux de recherche, il s’inscrit au programme du diplôme en administration. Nommé directeur du département de génie électrique en 1967, il devient, en 1969, vice-doyen à la Faculté des sciences et de génie. En 1972, il est nommé vice-recteur à l’enseignement et à la recherche. En 1977, il est élu recteur de l’Université Laval et réélu en 1982 presque à l’unanimité[réf. souhaitée].
Durant son mandat comme recteur, Jean-Guy Paquet met sur pied la Commission sur l’avenir de l’Université Laval dont les recommandations se concrétisent par l’adoption du Projet-Laval. Le processus de planification stratégique donne lieu à l'implantation d'un plan directeur intitulé "Choisir la qualité et miser sur nos forces". En dix ans, le nombre d'étudiants passe de 18 000 à 35 000, le volume de subventions de recherche est doublé de même que le nombre de diplômés au doctorat. Le mandat se termine par le succès d'une grande campagne de souscription qui permet la construction de trois nouveaux pavillons sur le campus universitaire.
Jean-Guy Paquet prononce plus de 50 conférences traitant de l'avenir des universités, du financement de la recherche et de la politique scientifique québécoise et canadienne. Durant son mandat, il est président de la Conférence des recteurs du Québec, vice-président de l’association des universités de la Francophonie, président de l’Association des ingénieurs et scientifiques du Canada et membre du Comité consultatif national des sciences et de la technologie auprès du Premier ministre du Canada.
Afin de créer des liens plus étroits entre l’Université et le milieu socioéconomique, Jean-Guy Paquet fonde, en 1983, le Groupe d’action pour l’avancement technologique et industriel de la région de Québec (GATIQ). Appuyé par les gens d'affaires et plusieurs organismes de recherche, le recteur veut transformer l'économie de la région en l'axant sur le virage technologique. Il réussit ainsi à doter Québec de l'Institut national d'optique (INO). Il est aussi à l'origine du Parc technologique du Québec métropolitain. Cette action contribue à valoriser la région comme lieu privilégié de la recherche, à changer de façon majeure l'économie régionale et à permettre l'établissement de nombreuses entreprises axées sur l'économie du savoir. Le Parc technologique regroupe aujourd'hui au-delà d'une centaine d'entreprises comptant plus de 6 000 personnes.
Il oriente sa carrière vers le secteur privé en devenant, en 1988, président de La Laurentienne vie. On lui confie le mandat de restructurer l'entreprise et de développer ses opérations en vue d'accroître sa présence au Québec. En l'espace de sept ans, son volume d'affaires est doublé. L'entreprise est reconnue pour ses succès et se mérite le Mercure de l'année (marketing) au concours Les Mercuriades en 1990 est finaliste au Mercure de l'année (qualité totale), et reçoit un certificat de distinction des prix Canada pour l'excellence en affaires (catégorie qualité).
En octobre 1994, il est nommé président-directeur général de l’Institut national d’optique (INO) à Québec, dont la mission première consiste à effectuer la recherche et le développement en optique/photonique; son but est de promouvoir l’essor économique du pays en assistant les entreprises qui désirent améliorer leur compétitivité. En 2005, il devient président du conseil d’administration de l’INO. Au cours de ses deux mandats à l’INO, 32 entreprises (« spin-offs ») ont été créées, 64 transferts de technologie ont été effectués et plus de 250 brevets ont été obtenus. L’INO a été reconnue en 2014 comme le centre canadien en R-D le plus réputé pour sa capacité à générer de l’innovation et pour la commercialisation de hautes technologies. De plus, la même année, elle s’est méritée le Grand Prix québécois de la qualité pour sa gestion et ses performances globales et en 2015, le Prix du Canada pour l’excellence décerné par le gouverneur général aux organisations les mieux gérées au pays.
Au cours de sa carrière, M. Paquet fit partie d'une vingtaine de conseils d'administration d'entreprises publiques et privées, notamment Québec Tel, MAAX Inc., Industrielle-Alliance Assurance auto et habitation, Laurentienne vie, Life of Boston (président), Aéroport de Québec inc., Parc technologique du Québec métropolitain, CRDI (Centre de recherche pour le développement international), INO (président), CRIQ (Centre de recherche industrielle du Québec), Commission canadienne de sûreté nucléaire, Spectra Premium Industries, Institut des banquiers canadiens, Hockey Canada. Il a en outre contribué aux conseils consultatifs de l'Agence spatiale canadienne (président) et de TELUS Québec. Il fut entre autres président du conseil du Musée national des beaux-arts du Québec pendant 6 ans et membre du conseil de la Maison Michel-Sarrazin, spécialisée en soins palliatifs pendant 15 ans. En 2017, il est nommé président du conseil de l'Ordre national du Québec. Il a présidé, à deux reprises, la campagne générale de financement de Centraide-Québec, en plus de collaborer à de multiples levées de fonds à nature caritative.

### Honneurs et Distinctions
- 1978 - Membre (Fellow) de la Société royale du Canada
- 1981 - Membre (Fellow) de American Association for the Advancement of Science (AAAS)
- 1982 - Doctorat honoris causa en sciences de l'Université McGill
- 1983 - Doctorat honorifique en droit de l'Université York de Toronto
- 1984 - Officier de l'Ordre du Canada
- 1986 - Officier de l'ordre de la Pléiade de la francophonie
- 1987-  Doctorat honoris causa (génie) de la Technical University of Nova Scotia
- 1987-  Médaille "Gloire de l'Escolle" de l'Association des diplômés de l'Université Laval
- 1991 -  Membre émérite de l'Académie canadienne de génie
- 1992 - Officier de l'Ordre national du Québec
- 1993 -  Officier de l'Ordre national du Mérite de la République française
- 1994 - Compagnon de l'Ordre du Canada
- 1998 - Lauréat du Grand Prix d'Excellence de l'Ordre des Ingénieurs du Québec
- 2000 - Récipiendaire du Prix du Québec (Armand Frappier)
- 2002 -  Admis à l'Académie des Grands Québécois
- 2002 - Doctorat honoris causa (génie) de l'Université de Sherbrooke
- 2003 - Médaille d'or du Conseil canadien des ingénieurs
- 2004 - Doctorat honoris causa (génie) de l'Université de Montréal
- 2005 - Grand Officier de l'Ordre national du Québec
- 2015 - Médaille de la Ville de Québec
- 2016 - Doctorat honoris causa de l'Université du Québec
- 2017 - Chevalier de l'Ordre national de la Légion d'honneur de la République française